# Eleonora Berlanda
Eleonora Berlanda (Bolzano, 6 aprile 1976) è una mezzofondista italiana.
È stata quattro volte campionessa italiana assoluta, tre delle quali nei 1500 metri e una negli 800 metri. Anche nelle gare al coperto è stata una volta campionessa italiana assoluta, sempre negli 800 metri piani.

## Palmarès
| Anno | Manifestazione          | Sede        | Evento       | Risultato  | Prestazione | Note                                     |
| ---- | ----------------------- | ----------- | ------------ | ---------- | ----------- | ---------------------------------------- |
| 1994 | Mondiali juniores       | Lisbona     | 800 metri    | 7ª         | 2'07"26     |                                          |
| 1995 | Europei juniores        | Nyíregyháza | 800 m piani  | Semifinale | 2'07"92     | [ 1 ]                                    |
| 1995 | Europei juniores        | Nyíregyháza | 1500 m piani | Batteria   | dnf         |                                          |
| 1995 | Europei juniores        | Nyíregyháza | 4x400 m      | Batteria   | 3'43"74     |                                          |
| 2005 | Giochi del Mediterraneo | Almería     | 1500 metri   | 6ª         | 4'12"59     |                                          |
| 2005 | Mondiali                | Helsinki    | 1500 metri   | Batteria   | 4'14"54     |                                          |
| 2006 | Europei                 | Göteborg    | 1500 metri   | Semifinale | 4'08"81     | Miglior prestazione personale stagionale |

## Campionati nazionali
- 1 volta campionessa italiana assoluta degli 800 metri (1995)
- 3 volte campionessa italiana assoluta degli 1500 metri (2004, 2005, 2006)
- 1 volta campionessa italiana assoluta degli 800 metri indoor (1995)

1995
- Oro ai campionati italiani assoluti di atletica leggera indoor, 800 m piani - 2'08"14
- Oro ai campionati italiani assoluti di atletica leggera, 800 m piani - 2'06"25

1998
- 6ª ai campionati italiani assoluti, 1500 m piani - 4'17"91

1999
- 4ª ai campionati italiani assoluti, 1500 m piani - 4'23"01

2000
- Argento ai campionati italiani assoluti, 1500 m piani - 4'21"71
- 10ª ai campionati italiani assoluti indoor, 1500 m piani - 4'32"34

2001
- 11ª ai campionati italiani assoluti indoor, 1500 m piani - 4'45"59

2003
- 6ª ai campionati italiani assoluti, 1500 m piani - 4'24"01

2004
- 8ª ai campionati italiani assoluti indoor, 1500 m piani - 4'35"93

2004
- Oro ai campionati italiani assoluti di atletica leggera, 1500 m piani - 4'15"94

2005
- Oro ai campionati italiani assoluti di atletica leggera, 1500 m piani - 4'13"66
- 5ª ai campionati italiani assoluti indoor, 3000 m piani - 9'24"32
- Argento ai campionati italiani assoluti indoor, 1500 m piani - 4'18"57

2006
- Oro ai campionati italiani assoluti di atletica leggera, 1500 m piani - 4'15"98
- Argento ai campionati italiani assoluti indoor, 3000 m piani - 9'11"38
- Bronzo ai campionati italiani assoluti indoor, 1500 m piani - 4'19"06

2007
- Argento ai campionati italiani assoluti di atletica leggera, 1500 m piani - 4'21"53
- 6ª ai campionati italiani assoluti indoor, 3000 m piani - 9'21"01
- Argento ai campionati italiani assoluti indoor, 1500 m piani - 4'21"03

2008
- 4ª ai campionati italiani assoluti, 1500 m piani - 4'21"56

2010
- 7ª ai campionati italiani assoluti, 1500 m piani - 4'19"06

2011
- 7ª ai campionati italiani assoluti, 1500 m piani - 4'21"21
- Argento ai campionati italiani assoluti di atletica leggera indoor, 1500 m piani - 4'30"70
- Bronzo ai campionati italiani assoluti di atletica leggera indoor, 3000 m piani - 9'28"29

2012
- Argento ai campionati italiani assoluti di atletica leggera, 1500 m piani - 4'18"99
- 6ª ai campionati italiani assoluti indoor, 3000 m piani - 9'25"84
- 5ª ai campionati italiani assoluti indoor, 1500 m piani - 4'22"42

2013
- Bronzo ai campionati italiani assoluti di atletica leggera indoor, 1500 m piani - 4'19"52

2014
- Argento ai campionati italiani assoluti di atletica leggera indoor, 1500 m piani - 4'21'07
- Bronzo ai campionati italiani assoluti di atletica leggera indoor, 3000 m piani - 9'21"34

## Altre competizioni internazionali
1996
- 14ª al Golden Gala ( Roma), 1500 m piani - 4'12"81
- 6ª al Memorial Van Damme ( Bruxelles), 1000 m piani - 2'43"44

2004
- 16ª al Golden Gala ( Roma), 1500 m piani - 4'12"80

2005
- 7ª in Coppa Europa ( Firenze), 1500 m piani - 4'14"86
- 5ª al DécaNation ( Parigi), 1500 m piani - 4'11"82
- 11ª al Golden Gala ( Roma), 1500 m piani - 4'07"54
- 11ª alla BOclassic ( Bolzano) - 17'00"

2006
- Bronzo in Coppa Europa ( Praga), 1500 m piani - 4'12"99
- 12ª alla BOclassic ( Bolzano) - 17'04"

2007
- 6ª al DécaNation ( Parigi), 1500 m piani - 4'16"33

2008
- 12ª al Meeting international Mohammed VI d'athlétisme de Rabat ( Rabat), 1500 m piani - 4'18"75

2011
- 13ª alla BOclassic ( Bolzano) - 17'34"

2013
- 15ª alla BOclassic ( Bolzano) - 17'38"